# Berner Kammerorchester
Das Berner Kammerorchester (BKO) ist ein professionelles Kammerorchester mit Sitz in Bern. Seit seiner Gründung 1938 pflegt es die Kammerorchesterliteratur der Klassik, daneben setzt es einen Schwerpunkt in der Aufführung und Vermittlung neuer Schweizer Musik.
Das BKO spielte zahlreiche Uraufführungen, zum Beispiel von Willy Burkhard, Peter Mieg, Albert Moeschinger und Sándor Veress. Zu den Solisten, die mit dem BKO zusammengespielt haben, zählen Yehudi Menuhin, Ida Haendel und Dietrich Fischer-Dieskau. 1940 erhielt das Ensemble den Namen Berner Kammerorchester.

## Geschichte
Gegründet wurde das Orchester durch musikinteressierte Förderer aus dem Umkreis des Berner Lehrerseminars. Das Orchester setzte sich zunächst aus Lehrern, Schülern und Ehemaligen des Seminars zusammen, alles Laienmusiker. Orchesterleiter wurde Hermann Müller, der das Ensemble für die nächsten 25 Jahre leitete.  Als Stimmführer des Orchesters wurden die Berufsmusiker des Zurbrügg-Quartetts verpflichtet. Das Orchester, das zunächst als reines Streichorchester konzipiert war, wurde recht bald um Bläser erweitert. Es etablierte sich die sogenannte „Mannheimer Besetzung“, d. h. neben rund 20 Streichern besteht der Bläsersatz aus je doppelt besetzten Holzbläsern und Hörnern.
Seit 2012 ist Philippe Bach (* 1974) Leiter des Berner Kammerorchesters, das heute nur aus Berufsmusikern besteht. Neben dem Repertoire vom Barock bis zur Moderne, legt das Orchester Wert auf die Pflege zeitgenössischer Musik. Bisher wurden ca. 70 Uraufführungen und über 200 bernische oder schweizerische Erstaufführungen realisiert.